# 旗舰店
旗舰店是指某一品牌在某城市中最大、商品種類最丰富齐全的門市，或擁有最快上市速度等特点为一体的专門店或专营店。

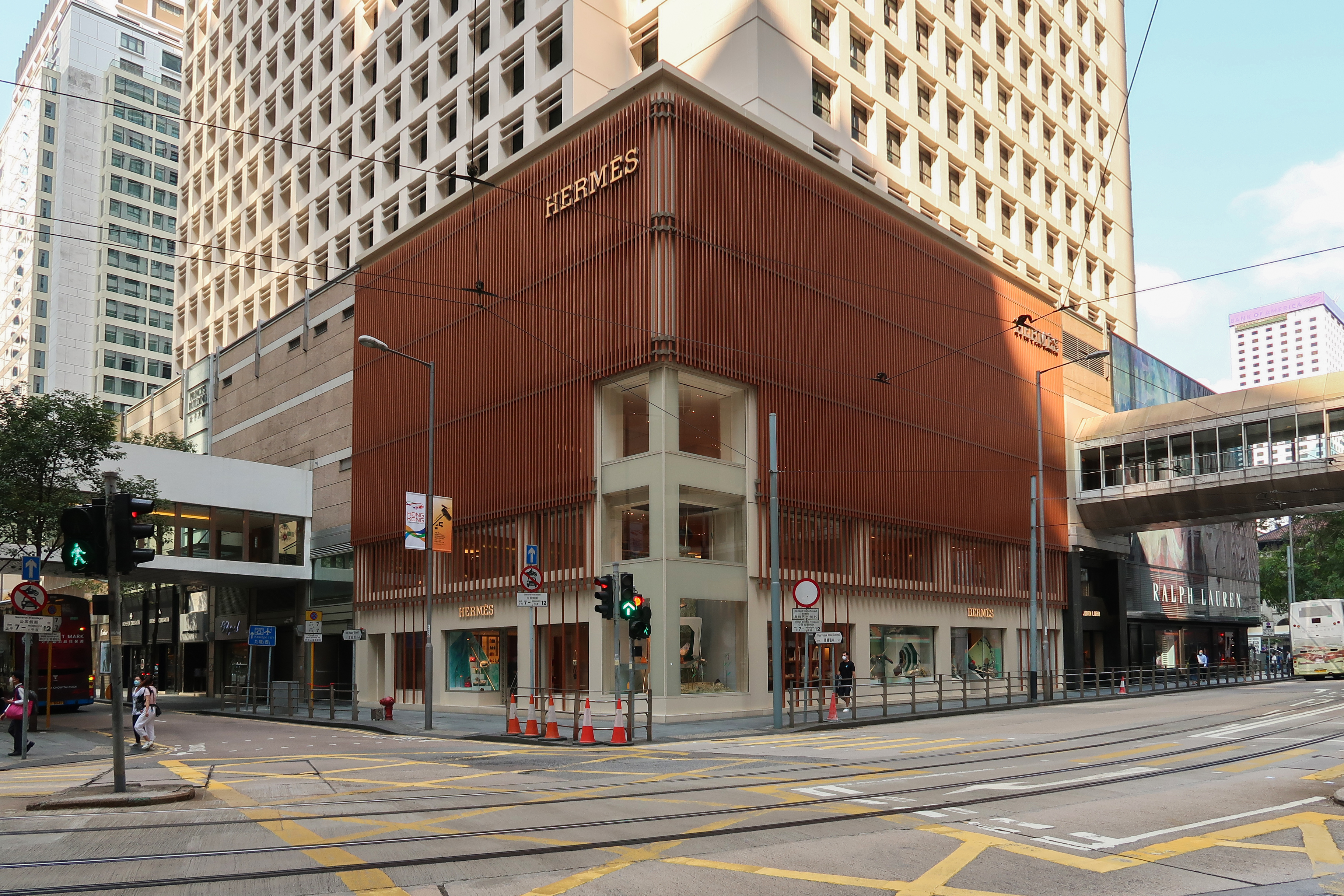
中環太子大廈愛馬仕旗艦店

旗舰原本是指海軍艦隊的指揮所，或海軍艦隊的編隊司令官所在之船艦。艦隊司令官有其特定旗幟，當指揮官在某特定船艦時，該艦會依海軍傳統升起其官職旗，所以此艦稱為指揮官的「旗艦」。取此意延伸，旗艦店即為該廠牌的領導性店面或營業單位。